# Laverca
A laverca, laverca-eurasiática ou laverca-comum (Alauda arvensis) é uma ave passeriforme da família dos Alaudídeos, presente em Portugal, assumindo-se como o tipo de cotovia mais comum na Europa.

## Nomes comuns
Dá ainda pelos seguintes nomes comuns: calhandra, também grafado calandra (não confundir com outras espécies da família dos alaudídeos, como a Melanocorypha calandra e a Calandrella brachydactyla, que com ela partilham estes nomes); cotovia; paspalhaça, também grafado paspalhás (não confundir com a Coturnix coturnix que com ela partilha estes nomes);  e caturreira.

## Descrição

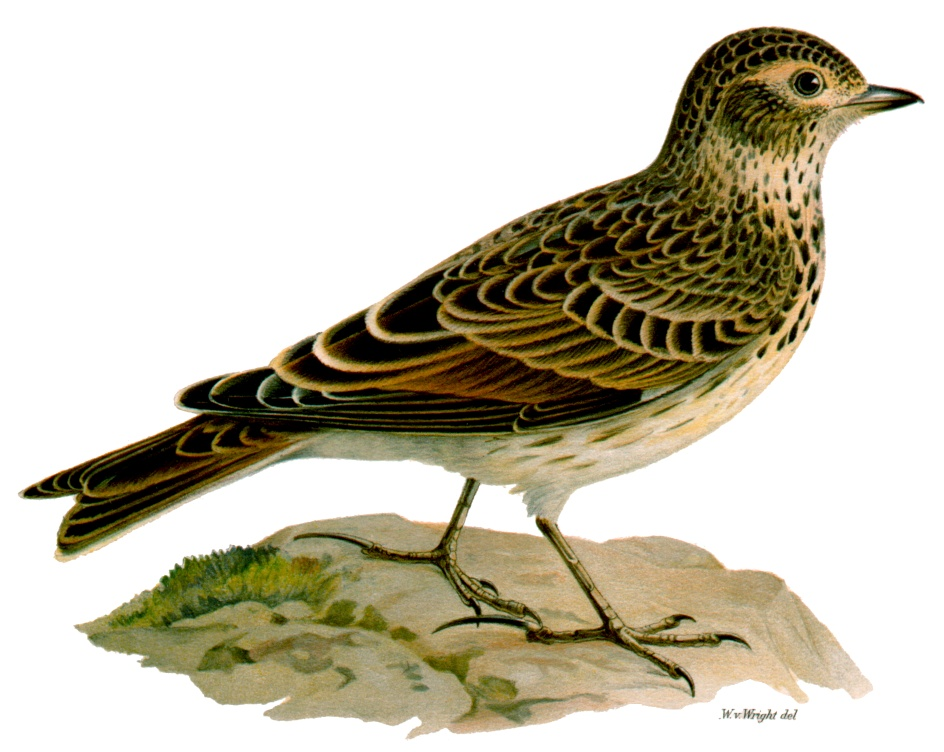

A plumagem da laverca é pouco vistosa, de cor castanha listrada de preto e castanho escuro na parte superior, com um barrete um pouco mais escuro e garganta amarelada, com estrias finas castanhas escuras. A crista do barrete levanta em certos momentos. Os olhos castanhos escuros são realçados por uma sobrancelha branca amarelada, e o bico é curto, grosso e de cor acastanhada. A parte inferior do corpo é creme e o peito castanho claro com estrias castanhas escuras. A cauda é alongada e quase negra, com as rectrizes externas brancas. As patas são castanhas claras, e o dedo posterior é maior que os outros.
Tem um comprimento 17 a 19 cm, uma envergadura de 35 cm e um peso de 30 a 50 g. Não existe um dimorfismo sexual apreciável, excepto ser o macho ligeiramente maior que a fêmea.

## Habitat e distribuição
A laverca vive em grande variedade de habitats, tanto em planícies como em altitude, em turfeiras, charnecas, campos e pântanos, abandonando as zonas frias para invernar no sul da Europa ou norte de África e Médio Oriente. Com o aproximar da primavera, os machos são os primeiros a fazer a migração inversa para tomar posse do seu território estival, que cobre toda a Europa e a Rússia.
Distribui-se continuamente por toda a Europa ocidental, assim como na faixa costeira do norte de África, na Turquia e em redor de todo o mar Negro.
A espécie é ameaçada pelo desaparecimento de áreas abertas que lhe são propícias, pelas técnicas agrícolas e a caça ainda praticada em numerosas regiões.

### Portugal
Observável em todo o território português, a laverca vai alternando a sua distribuição geográfica, conforme a estação do ano. Dessarte, na pendência da Primavera e o Verão, encontra-se mormente sobretudo a Norte do Tejo, preferindo as zonas de grande altitude, especialmente acima dos 800 metros acima do nível do mar. Em todo o caso, também pode ser observada junto ao nível do mar, ao pé das lezírias do Tejo.
No volta-face, quando chega o Inverno, muda-se para as courelas agricultadas e restolhais, nas terras baixas sitas a Sul do país.

## Comportamento
É gregária fora da época de reprodução, juntando-se em bandos de até 100 espécimes, por vezes com outras espécies como petinhas, tentilhões e pintassilgos durante as migrações e no inverno. A laverca corre pelo chão e agacha-se em caso de perigo. Para se alimentar procura o seu alimento no solo um pouco inclinada para a frente e deslocando-se rapidamente. A sua plumagem torna-a quase invisível no solo.
A maioria das populações são sedentárias, mas as populações do norte migram para o sul, juntando-se às populações residentes. O macho canta por cima do seu território, a cerca de 50 a 60 metros do ninho. O canto tem o fim de defender o seu território e de fortalecer a ligação do casal. São monogâmicos e permanecem juntos durante toda a época da reprodução, tornando a juntar-se no ano seguinte, abandonando os bandos e fixando-se no seu território, normalmente o mesmo do ano anterior.
Emite um "trrlit" que pode durar minutos e voa em espiral ascendente até descer em voo picado. Desloca-se correndo no solo ou em voos ondulantes, a baixa altura, por vezes peneirando, mas também tem um voo directo. Canta de forma harmoniosa, em tom alto, por longos períodos de tempo. Canta frequentemente em voo.
Nas migrações pode percorrer de 30 a 80 km por dia.

## Reprodução
Voo e parada nupcial antes do acasalamento: o macho sobe e desce em espiral a cantar e depois deixa-se cair até ao chão como uma pedra. No solo executa uma marcha em redor da fêmea, com a crista levantada, as asas baixadas e cauda aberta em leque até ela aceitar a fecundação.
O ninho é escondido numa cova no chão, sob a erva, e é construído com ervas e vegetais e atapetado com penas, crinas, pelos etc. A fêmea põe dois a cinco ovos cinzentos amarelados com pequenas manchas, e incuba-os durante 11 dias. Os dois progenitores participam nos cuidados às crias que abandonam o ninho 10 dias após a eclosão e se tornam completamente autónomos ao fim de três ou quatro semanas. São feitas duas, por vezes três posturas por ano. As ninhadas são frequentemente vítimas de rapinas, cobras e outros predadores.

## Alimentação
Alimenta-se de insectos e larvas, minhocas, grãos e sementes diversas.

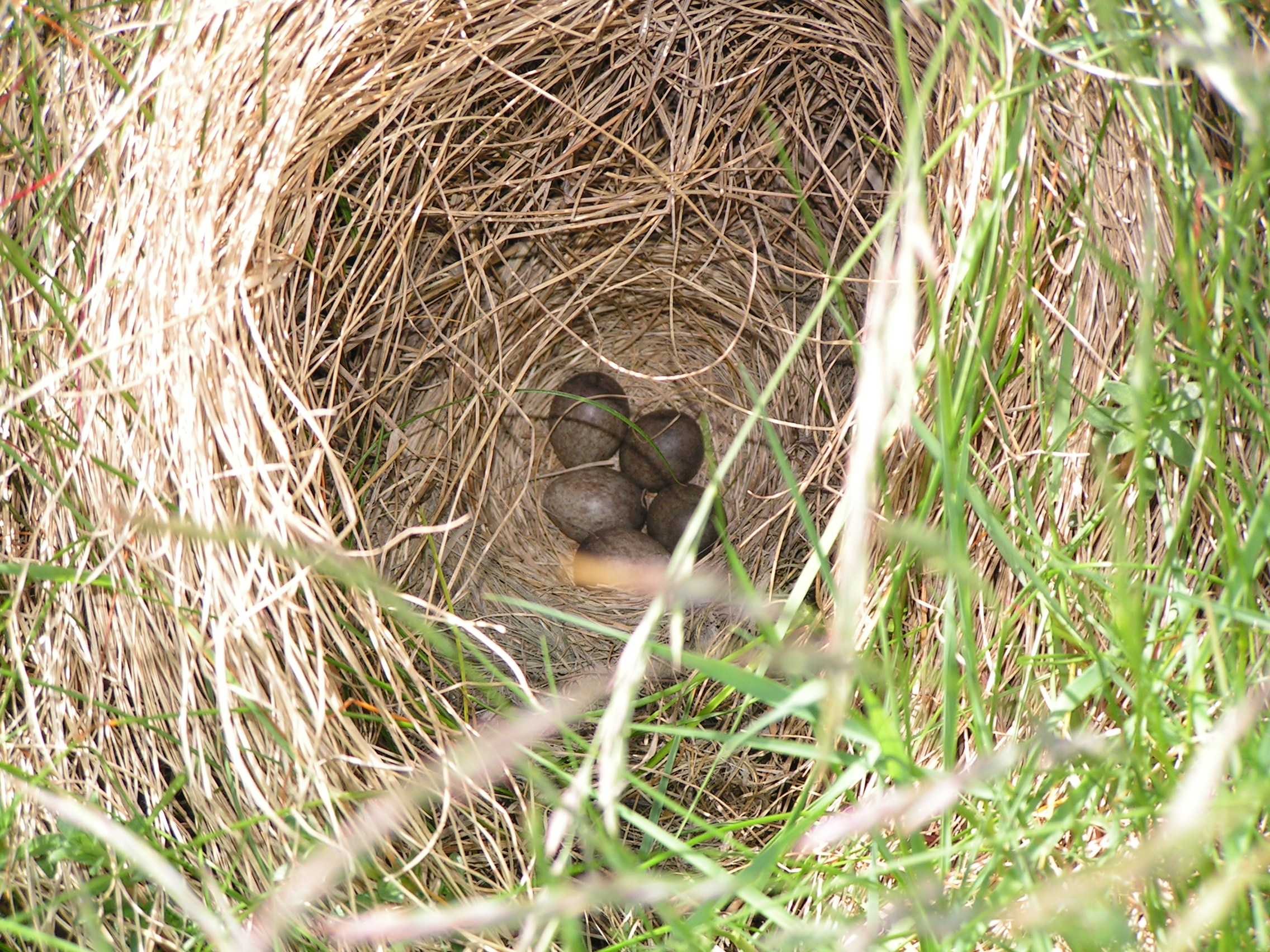
Ninho de laverca numa cova
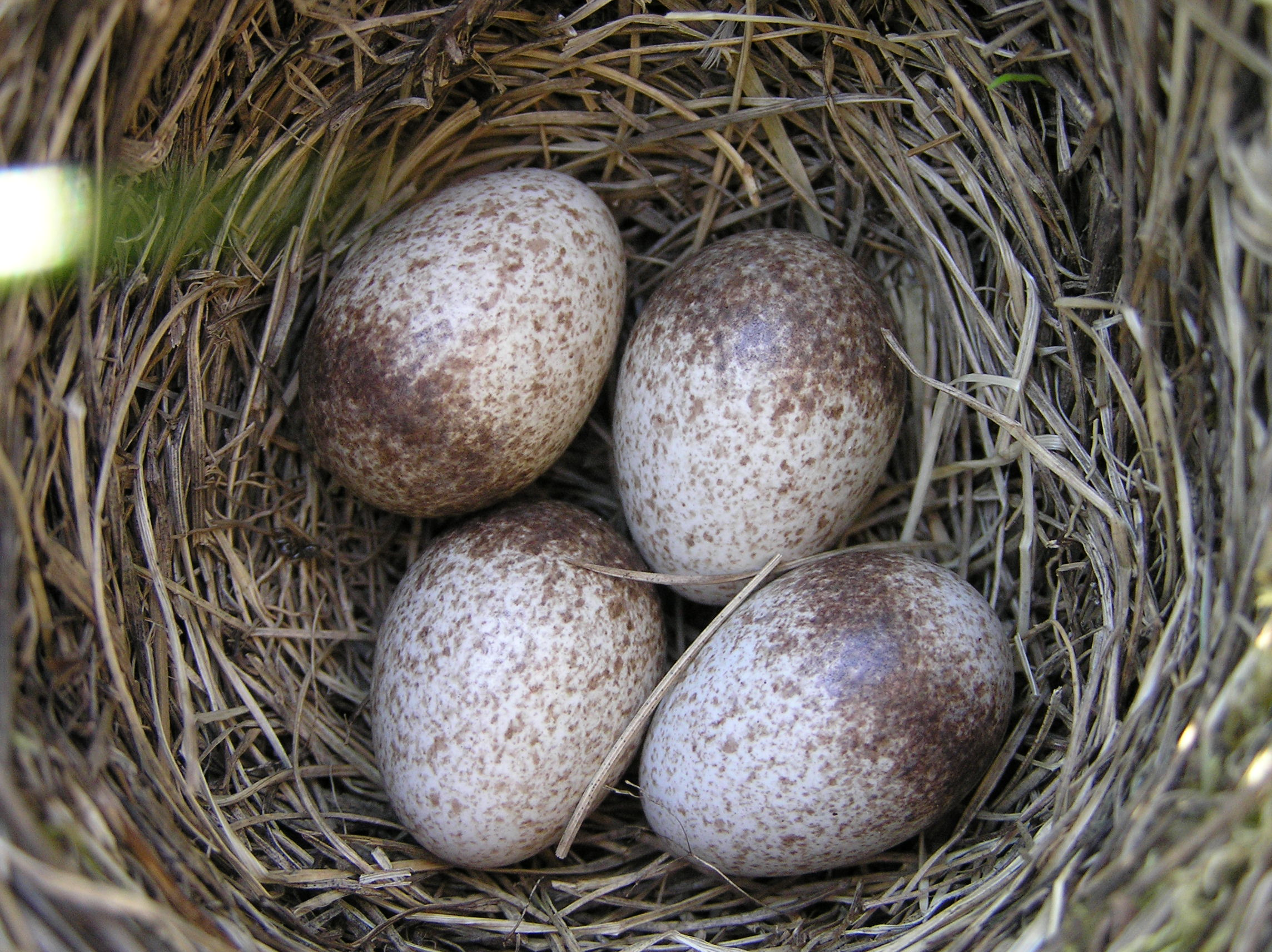
Ovos no ninho
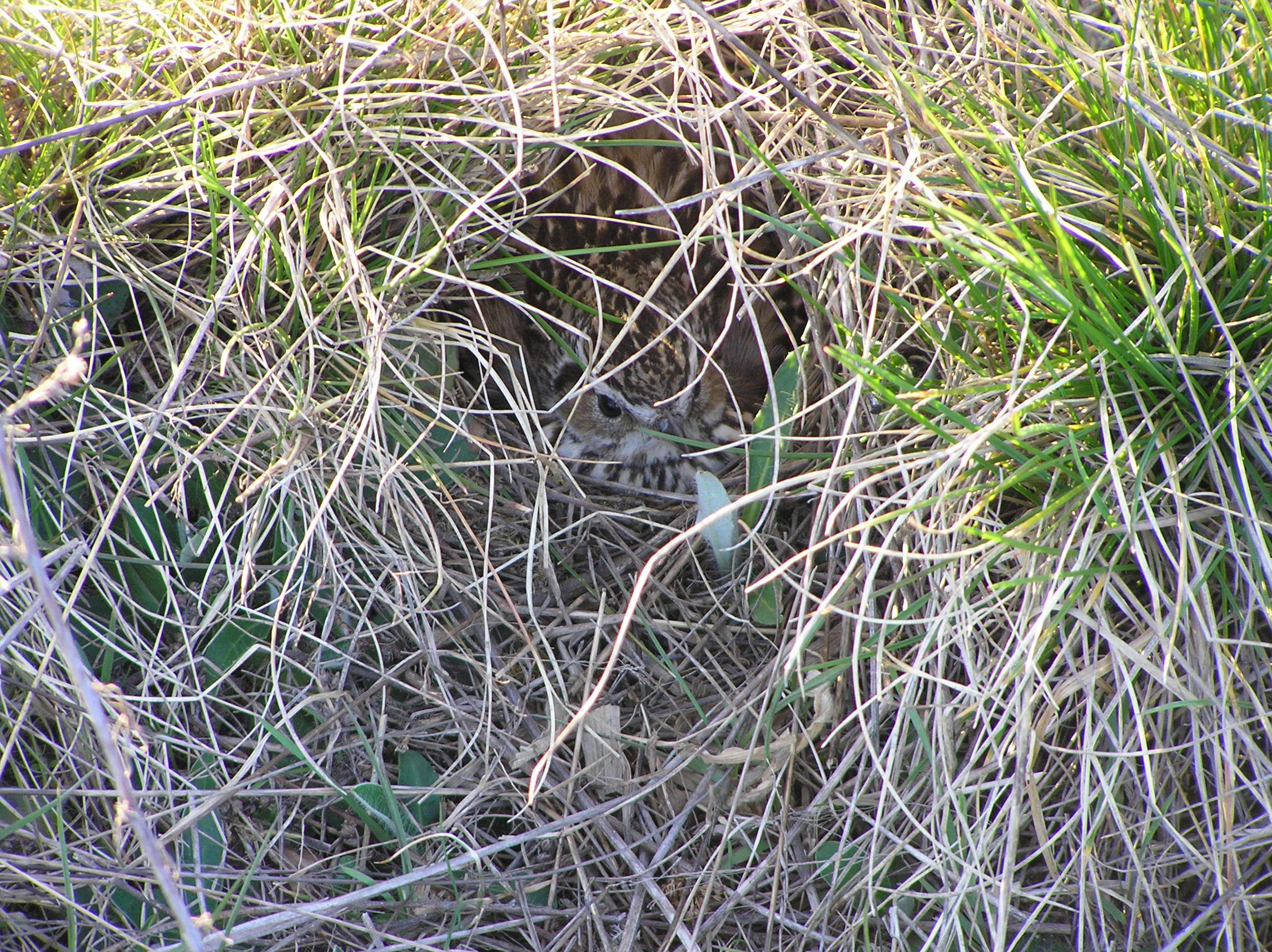
Cria no ninho
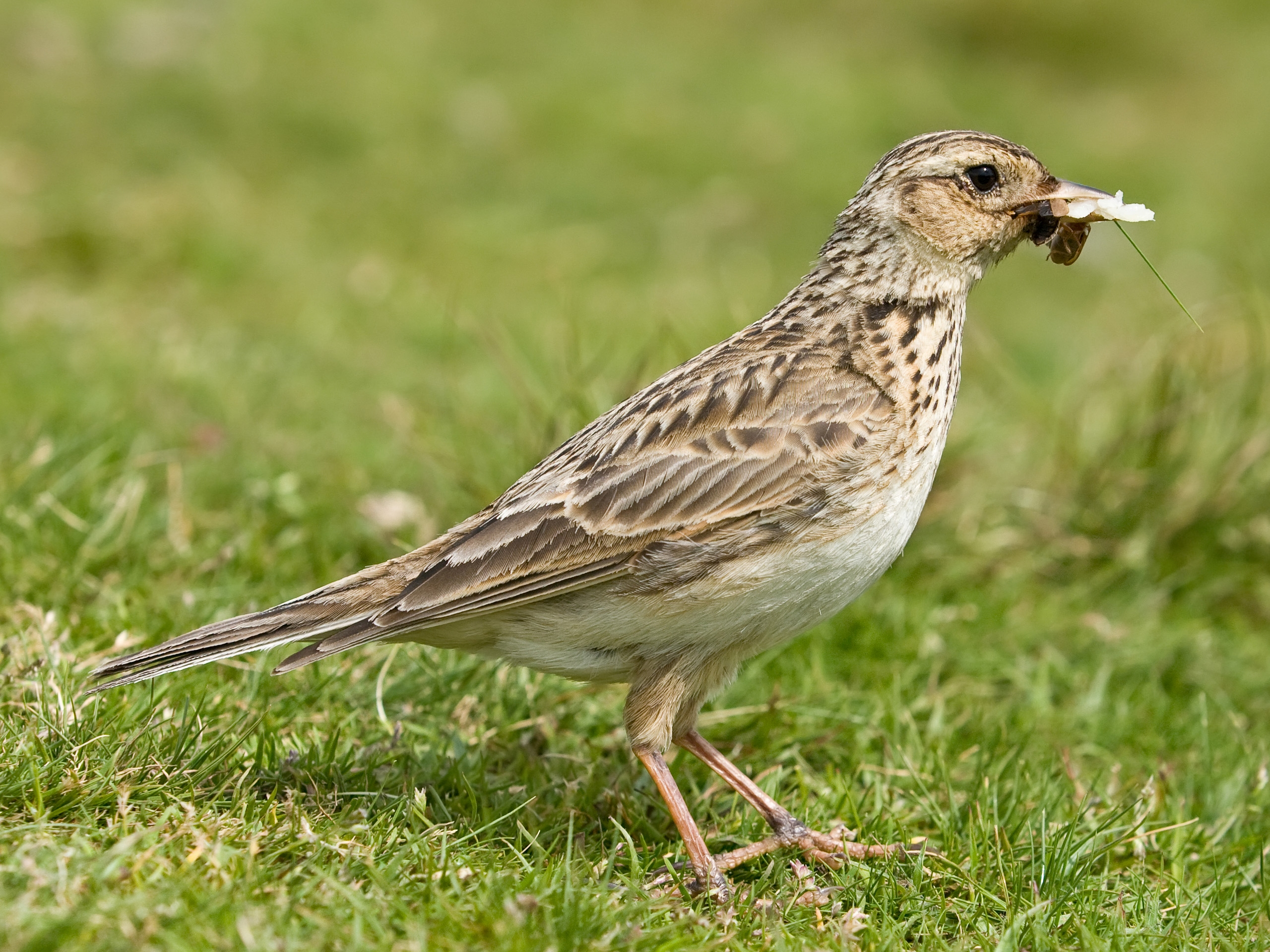
Ave adulta